# Jacqueline Nebout

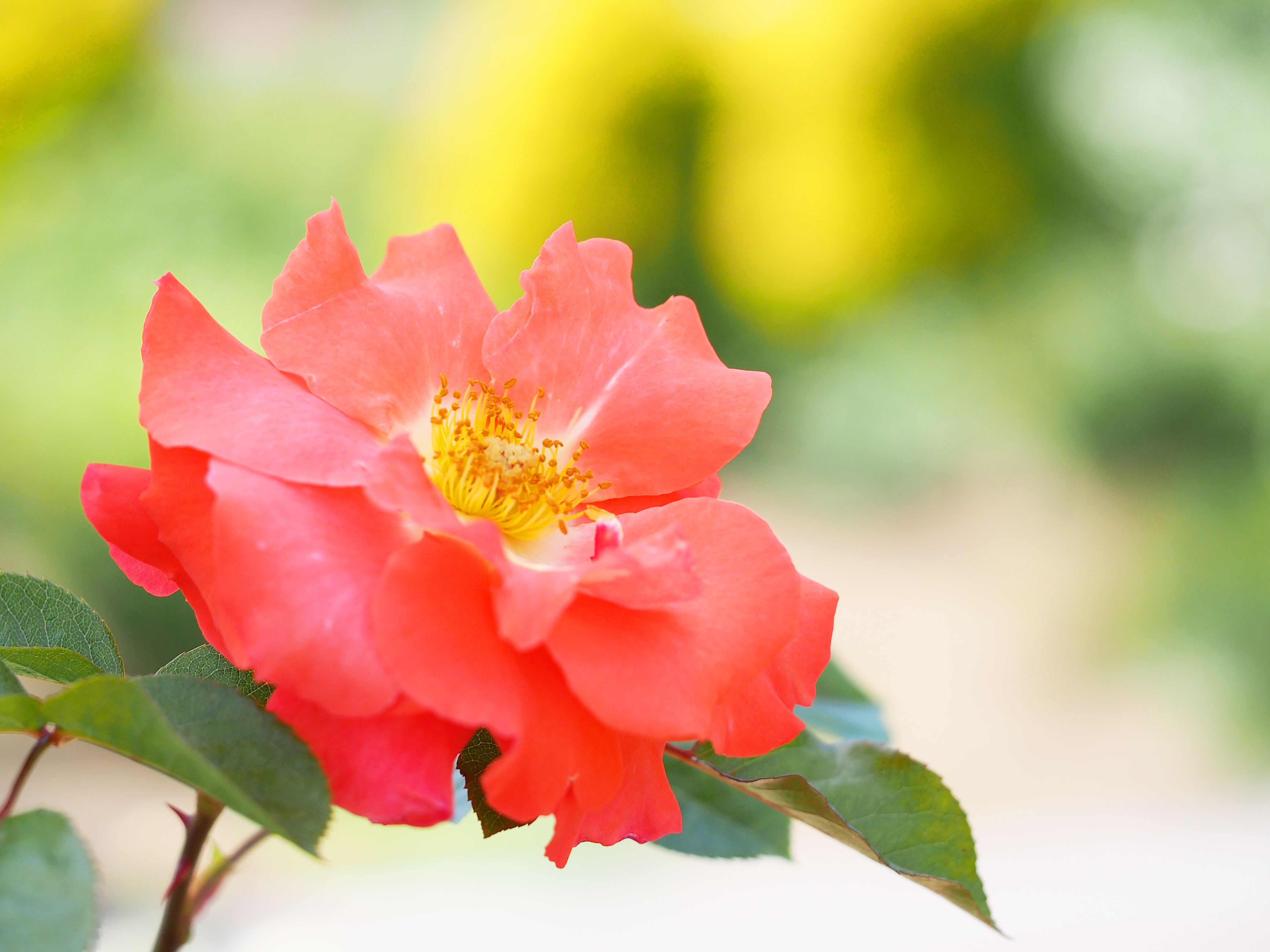
Róża odmiany Jacqueline Nebout

Jacqueline Nebout (ur. 12 października 1928 w Nancy, zm. 2 listopada 2015 w Paryżu) – francuska polityk i samorządowiec, zastępca mera Paryża, posłanka do Parlamentu Europejskiego I kadencji.

## Życiorys
Zaangażowała się w działalność polityczną w ramach Partii Radykalnej, kierowała jej strukturami w departamencie, a w latach 1999–2001 pełniła funkcję jej wiceprzewodniczącej. Należała także do Zgromadzenia na rzecz Republiki. W latach 1977–2001 zasiadała w radzie miejskiej Paryża, od 1977 do 1995 sprawowała funkcję zastępcy mera Jacques’a Chiraca ds. środowiska. Była także radną regionu Île-de-France.
W 1979 kandydowała do Parlamentu Europejskiego z listy Zgromadzenia na rzecz Republiki, mandat uzyskała 25 kwietnia 1983 w miejsce Xaviera Deniau. Przystąpiła do frakcji postępowych demokratów, należała m.in. do Komisji Budżetowej. Później od 1995 do 2001 kierowała organizacją zarządzającą Wieżą Eiffla.
Należała do masońskiej loży „Le Droit Humain”. Współautorka książki Les cariatides de Paris (1992). Fundatorka przyznawanej od 1988 Prix de l’humour politique, nagrody dla najzabawniejszych wypowiedzi polityków. Jej imieniem nazwano wyhodowaną w latach 80. odmianę róży.
Odznaczona m.in. Legią Honorową.